# Rovinj
Rovinj ou Rovigno, parfois désignée en tant que Rovinj-Rovigno étant donné son statut bilingue croate-italien, est une ville et une municipalité située en Istrie, dans le Comitat d'Istrie, en Croatie. Au recensement de 2001, la municipalité comptait 14 234 habitants, dont 65,94 % de Croates, 11,44 % d'Italiens (11,47 % ne déclarant pas de nationalité) et la ville seule comptait 13 467 habitants.
On l'appelle la « petite Venise croate ».

## Situation
Construite sur un éperon rocheux sur la côte Ouest de l'Istrie, Rovinj était une île avant d'être reliée au continent en 1763.

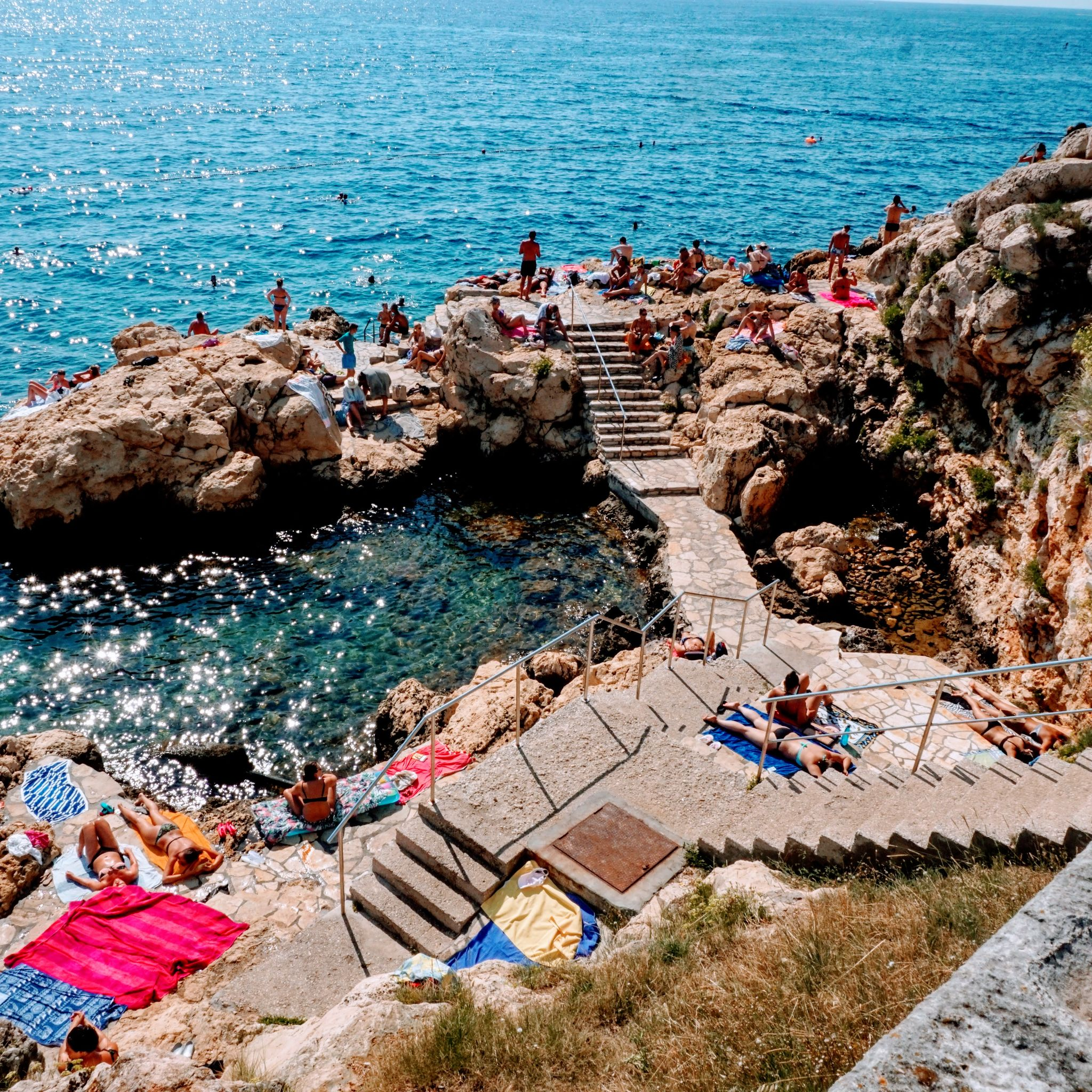

## Histoire

### Antiquité
Une légende raconte que Rovinj fut fondée par les habitants d'une ville engloutie du nom de Cissa. Une exploration sous-marine en 1890 aurait même confirmé cette légende[réf. nécessaire].
Rovinj fut fondée au IVe siècle de notre ère et fut colonisée par les Slaves au VIIe siècle. Elle est citée au Ve siècle par un habitant de Ravenne sous le nom de "castrum Rubini". C'est à cette époque qu'elle entretient des liens étroits avec Raguse afin de protéger son commerce déjà florissant.

### Moyen Âge
Après la domination romaine, Rovigno est successivement prise par les Huns, les Ostrogoths et en 539, par les Byzantins. Elle compte alors près de 100 habitants.
C'est en 800 que serait parvenu jusqu'aux côtes le sarcophage de Sainte-Euphémie dont les reliques reposent toujours dans son sanctuaire, au sommet de la ville. La piraterie toujours plus présente dans l'Adriatique contraint Rovinj à se rapprocher de la protection de Venise en 1283. Ce fut une des premières cités d'Istrie à reconnaître l'autorité vénitienne.

### Époque moderne
Au XVIe siècle, après l'arrivée massive de Dalmates fuyant les Turcs, la population a explosé. Pour agrandir la cité, on dut rattacher l'éperon rocheux au continent en comblant le bras de mer. Le manque de place a ciselé l'architecture de cette ville où les maisons étroites se poussent du coude, enjambant même les venelles.
Au XVIIe siècle, alors que son économie décline en faveur de Venise, elle devint le premier fournisseur de pierres de construction de la Sérénissime grâce aux nombreuses carrières de la région. Elle connut alors une nouvelle prospérité. Durant cette période, la population de la ville explosa à la suite de l'arrivée massive d'immigrants dalmates fuyant les Turcs. Elle devint ainsi la plus riche cité d'Istrie du XVIIIe siècle à la seconde moitié du XIXe siècle. Elle atteint alors près de 10 000 habitants.
En faisant de Trieste et Rijeka-Fiume des ports francs et en dotant Pula-Pola d'un arsenal, la couronne d'Autriche causa le déclin de la cité.
Le théâtre de la ville vit le jour en 1865 et l'hôpital fut construit en 1888.

## Lieux et monuments

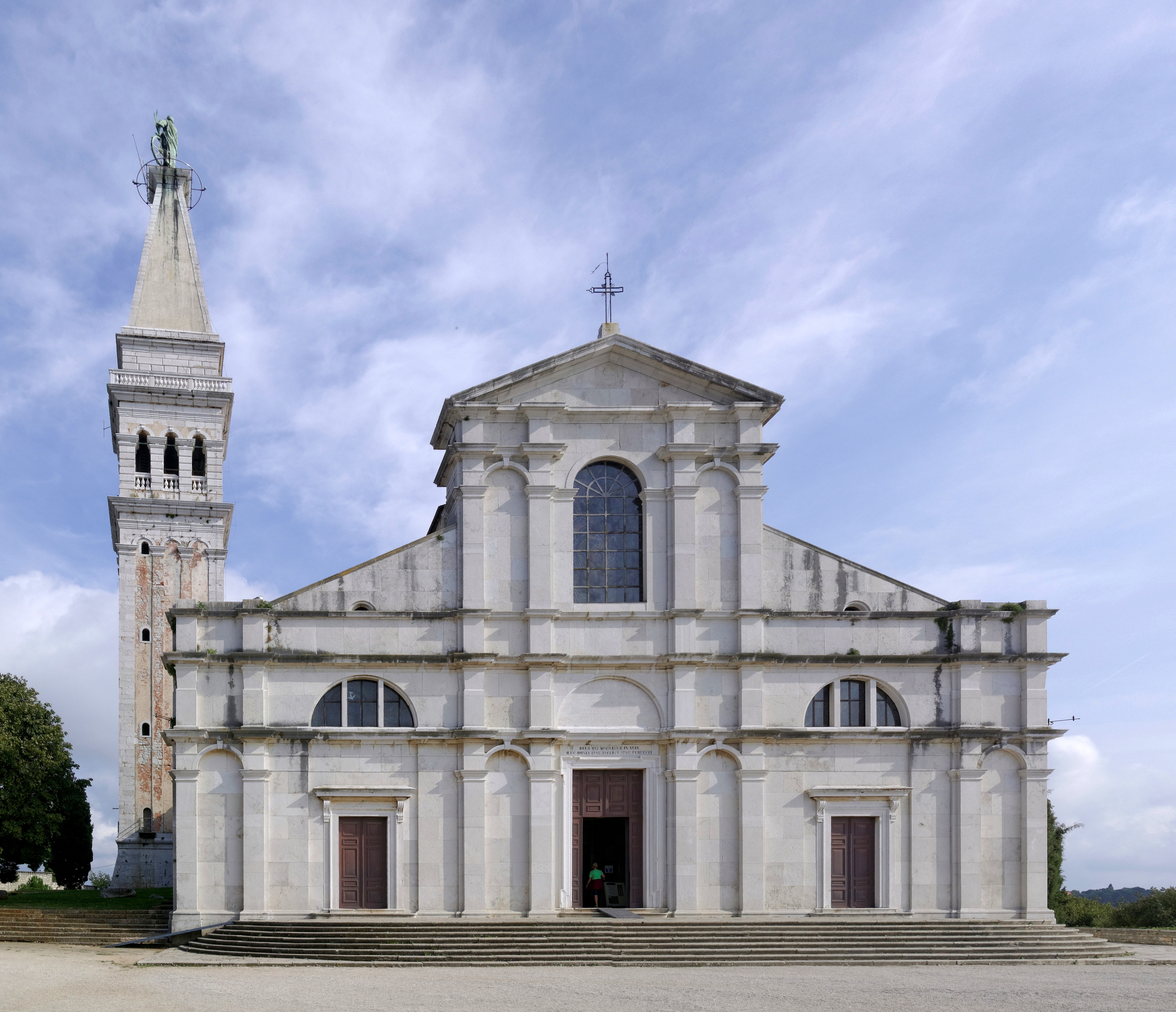
La cathédrale Sainte-Euphémie.

- La cathédrale Sainte-Euphémie du VIIIe siècle remaniée en 1736 dans le style baroque se trouve au sommet de la ville. Édifiée sur les ruines d'une église romane, elle est pourvue d'un campanile de 63 mètres, construit selon le même modèle que le campanile de la place Saint-Marc à Venise. Ce campanile, (le plus haut d'Istrie), a demandé 26 ans de chantier. À son sommet culmine une statue-girouette de Sainte-Euphémie tenant une palme et une roue, symbole de son martyre. À l'intérieur de l'église, un autel en marbre, une statue de Saint-Georges au dragon, des tableaux de Giovanni Contarini. Les reliques de sainte Euphémie reposent dans un sarcophage en marbre. L'édifice illustre l'âge d'or de la ville : le XVIIIe siècle, prospère grâce au commerce avec la Sérénissime.
- La vieille ville de Rovigno construite sur une éminence rocheuse témoigne du riche passé historique de la région. On peut y trouver des bâtiments allant de l'époque médiévale au baroque. Trois des sept portes de la ville sont encore sur pieds.
- L'Arche de Balbi, de style baroque, fut construite en 1680.
- La ville de Rovigno possède également plusieurs chapelles anciennes, dont celle de La Punta transformée en restaurant ainsi qu'un baptistère roman du XIIIe siècle. Il existe également un monastère franciscain du XVIIIe siècle possédant une riche bibliothèque.
- Hôtel de ville Baroque.

### Musées
- L'aquarium municipal, ouvert en 1891 est l'un des plus vieux de la Méditerranée.
- Le musée de la Ville de Rovinj, situé dans un palais des XVIIe et XVIIIe siècles, accueille des expositions temporaires au rez-de-chaussée et au Ier étage. Au second figure une collection de tableaux des XVIe et XVIIe siècles ainsi que des meubles d'époque.

## Environnement

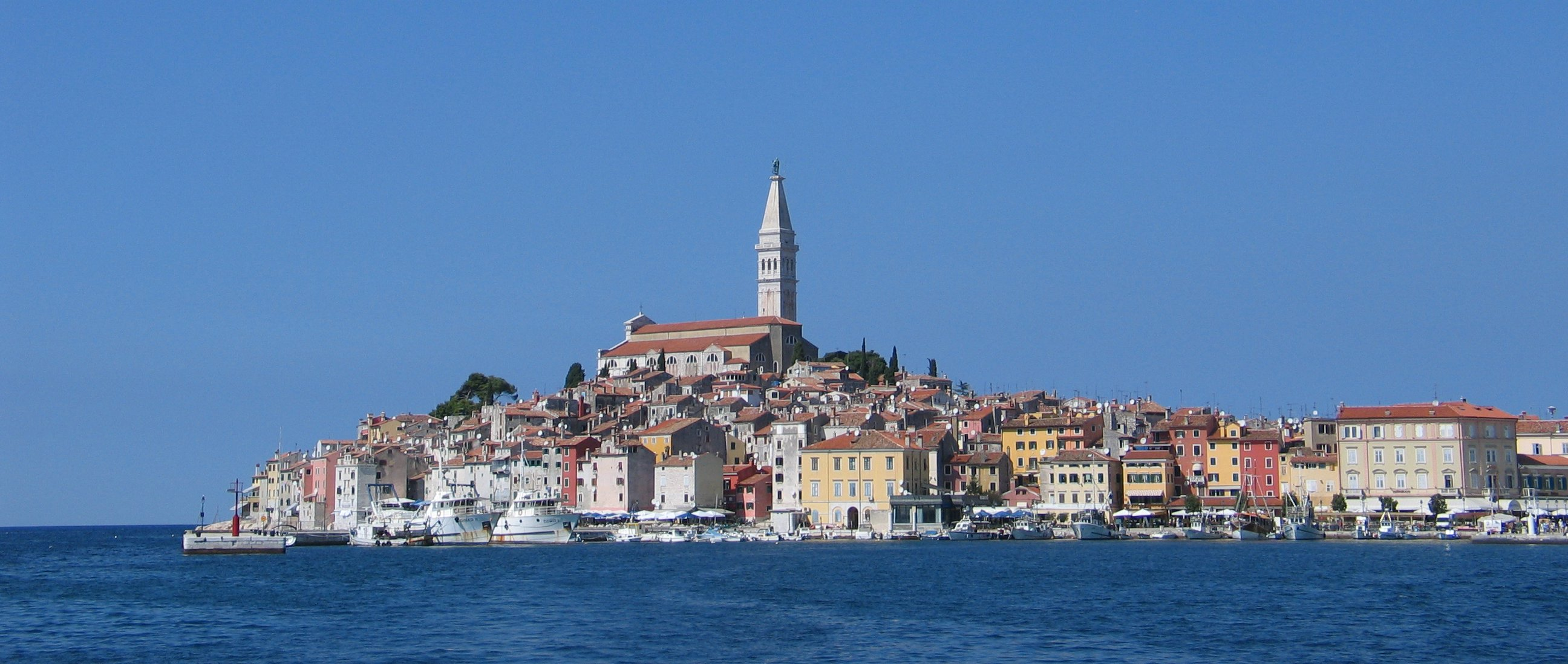
Vue de la vieille ville de Rovinj.

- Au large du port, 13 îlots pour certains inhabités jonchent l'Adriatique. Ils abritent une flore et une faune remarquables.

## Jumelage
Rovinj est jumelée avec :
- Adria, Italie, depuis 1982
- Leonberg, Allemagne, depuis 1990
- Camaiore, Italie, depuis 1990

## Économie et artisanat

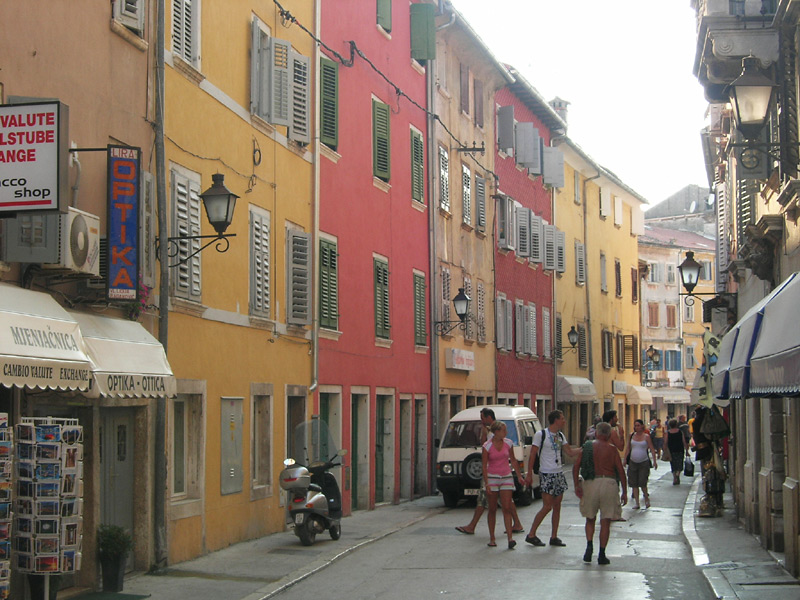
Rues commerçantes de Rovinj.

Autrefois ville prospère grâce au commerce vénitien, Rovinj est aujourd'hui très centrée sur le tourisme.
Depuis plusieurs années, les hôtels se développent et le commerce s'adapte à la venue toujours plus importante de touristes italiens, allemands, autrichiens, néerlandais et suisses. D'importantes rues commerçantes comme l'avenue Carrera ou la rive Obala se consacrent en majeure partie à l'accueil des touristes. La rue Grisia, dans la vieille ville, possède de nombreux restaurants et d'importants ateliers de peintres et salles d'expositions. Les hôtels, toujours plus nombreux, sont situés naturellement sur les bords de mer, tels les hôtels Eden (l'un des plus anciens), Rovinj, Adriatique, Park, le Monte Mulini et Villa Lili.
Depuis toujours, Rovinj est également un centre de pêche, aujourd'hui en net déclin à cause du développement du tourisme. L'artisanat est omniprésent dans la vie de la ville.
Quelques industries persistent, telles la fabrique de ciment fondée en 1852, l'usine de cire construite en 1878, l'usine de tabac construite en 1872 ainsi que la verrerie et la conserverie de sardines datant de 1882.

## Localités
La municipalité de Rovinj compte 2 localités : Rovinj-Rovigno et Rovinjsko Selo-Villa di Rovigno.

## Maire
| Législature | Nom             | Parti(s) | Note  |
| ----------- | --------------- | -------- | ----- |
| 2005-2009   | Giovanni Sponza | IDS      |       |
| 2009-2013   | Giovanni Sponza | IDS      | [ 6 ] |
| 2017-       | Marko Paliaga   | IDS      | [ 1 ] |

## Personnalités
- Lujo Adamović (aussi Lulji et Lucian) (1864-1935), botaniste et collectionneur austro-hongrois, croate, puis yougoslave, né à Rovinj.
- Antonio Gandusio (1875-1951), acteur de théâtre et de cinéma.
- Giustina Abbà (1903-1974), partisane, antifasciste et ouvrière italienne et croate, née et morte à Rovinj.
- Silvano Abba, né en 1911 à Rovinj et mort en 1942 près de Stalingrad, pentathlète italien médaillé de bronze aux Jeux olympiques de 1936.